# Ormosia nodulosa
Ormosia nodulosa là một loài ruồi trong họ Limoniidae. Chúng phân bố ở miền Cổ bắc.